# グレイ・メイナード (第5代メイナード男爵)
第5代メイナード男爵グレイ・メイナード（英語: Grey Maynard, 5th Baron Maynard、1680年頃 – 1745年4月27日）は、イギリスの貴族。

## 生涯
第3代メイナード男爵バナスター・メイナードとエリザベス・グレイ（Elizabeth Grey、1714年3月24日没、第10代ケント伯爵ヘンリー・グレイの娘）の息子として、1680年頃に生まれた。
1742年12月7日に兄ヘンリーが死去すると、メイナード男爵の爵位を継承した。
1745年4月27日に生涯未婚のままグロヴナー・スクエアで死去、リトル・イーストンで埋葬された。弟チャールズが爵位を継承した。